# Joan Moreno
Joan Antoni Moreno (Pollensa, 4 de abril de 2000) es un deportista español que compite en piragüismo en la modalidad de aguas tranquilas.
Participó en los Juegos Olímpicos de París 2024, obteniendo una medalla de bronce en la prueba de C2 500 m.
Ganó tres medallas en el Campeonato Mundial de Piragüismo, en los años 2022 y 2023, y dos medallas de oro en el Campeonato Europeo de Piragüismo, en los años 2021 y 2022.
Estudia Fisioterapia en la Universidad de las Islas Baleares.

## Palmarés internacional
| Juegos Olímpicos   | Juegos Olímpicos     | Juegos Olímpicos  | Juegos Olímpicos |
| Año                | Lugar                | Medalla           | Competición      |
| ------------------ | -------------------- | ----------------- | ---------------- |
| 2024               | París (Francia)      | Medalla de bronce | C2 500 m         |
| Campeonato Mundial |                      |                   |                  |
| Año                | Lugar                | Medalla           | Competición      |
| 2022               | Halifax (Canadá)     | Medalla de oro    | C4 500 m         |
| 2023               | Duisburgo (Alemania) | Medalla de oro    | C4 500 m         |
| 2023               | Duisburgo (Alemania) | Medalla de plata  | C1 200 m         |
| Campeonato Europeo |                      |                   |                  |
| Año                | Lugar                | Medalla           | Competición      |
| 2021               | Poznań (Polonia)     | Medalla de oro    | C1 200 m         |
| 2022               | Múnich (Alemania)    | Medalla de oro    | C2 500 m         |